# 松下久吉
松下 久吉（まつした きゅうきち、嘉永5年〈1852年〉6月 - 明治20年〈1887年〉）は、明治時代の浮世絵師。

## 来歴
河鍋暁斎の門人。緑堂と号す。北豊島郡坂本村の松下彦次郎の息子。暁斎に入門した時期は未詳であるが、人物画、狂画を得意としていた。後に東京国立博物館に勤務したことが知られている。明治12年（1879年）、27歳の時、『工芸百図』陶器ノ部の鉢を1月、水盤を2月、瓶子を4月と12月に版画で模写している。翌明治13年（1880年）の東京国立博物館所蔵『第一回観古美術会出品』という題箋の模写帳の「八　地総梨地（三巴文の函）」の部分に「松下」の朱色丸判が一ヶ所確認でき、久吉の作画かと思われる。これにより、明治10年代前半には同博物館に雇われ、『工芸百図』という重要な刊行物のための模写を託されるほどの筆力を認められていたといえる。これは、当時の文部省博物館（現・東京国立博物館）が所蔵する陶器、漆器の中から重要な作品を選び、模写、印刷、刊行したものであった。陶器からは10点、漆器からは5点が選ばれ、陶器ノ部が明治13年1月に、漆器ノ部が明治15年（1882年）7月に出版された。久吉は、これらの陶器のうちの4点、漆器のうちの3点、合計7点を模写している。久吉が模写した陶器は、瓶子2点、鉢、水盤で、漆器は、手匣、小研箱、時代薪絵手箱と題されていた。瓶子とあるものの1点は現在、色絵瓢形徳利、鉢は色絵紫陽花文鉢と称されており、手匣は「菊枝薪絵手箱」、小研箱は「楓鹿薪絵硯箱」、時代薪絵手箱は「扇散薪絵手箱」と名付けられている。他の物に関しては未詳である。どの作品の模写も、実物写真と比較すると、文様の配置、形状などとても正確であったことがわかる。
久吉は明治15年（1882年）10月1日から11月20日まで開催された第1回内国絵画共進会に「二仙図」、「狂画」の2点を出品、また、明治17年（1884年）4月11日から5月30日にかけて開催された第2回内国絵画共進会には「人物」2点を出品している。同年の東京日々新聞の4月25日付の「第二回絵画共進会慢評」において、久吉の作品についての記述がみられる。それによると、1点目の作品が「虬髯李靖会於旅亭図」という題で、緑堂と号していたことが判明する。本図は、中国は隋末期の物語を描いたもので、赤髯でみずち（龍の子）のように曲がった髭をした虬髯客が、天下の乱れにより、事を中原に起こそうと、旅邸で李靖、紅払夫妻と出会い、この紅払と兄妹の契りを交わすという内容を捉えている。評によると、骨画（輪郭）は狩野派より四条派で、彩色は北斎風であったといわれる。その他に、「衣服のくくりを臙脂でとったのは上品とはいえない」や「疎画の夷大国（えびすだいこく）は同じ顔が同じところに並んでいて、鼠の形もよくない」など、手厳しい評価が下されている。
『河鍋暁斎絵日記』の明治17年3月頃から明治20年7月頃までの数か所に、久吉が暁斎を訪ねているところや、「鶴図」、「鷹図」など鳥の絵を描くところなどが描かれている。しかし、明治20年7月7日の部分をみると、久吉の痩せて疲れた様子が見受けられ、同月19日に弥太郎という人物とともに暁斎を訪ねている様子を最後に、『河鍋暁斎絵日記』に久吉は登場しなくなる。このため、この頃に久吉は肺病で死去したと推定される。

## 参考図書
- 暁斎　第70号、河鍋暁斎記念美術館、2000年